# 曹胤昌
曹胤昌，字石癖、石霞，湖廣麻城人。明末官員。

## 生平
崇祯十二年（1639年）湖廣乡试第一，崇禎十六年（1643年）成癸未科进士，以文章名世。授嘉定縣知县。有巡按御史前來考察，问其刑名钱谷几何，曹胤昌答道：“文章颇能几句，簿书非职所长”。結果左迁福建都转运使司照磨。清軍南下後，解職歸里。
洪承疇入湖廣，檄召曹胤昌入其幕府。曹胤昌佯狂谩语，又寫詩譏誚，被遣歸。

## 事跡
崇禎十二年（1639年）湖廣鄉試，考官章正宸從廢卷中拔取曹允昌為第一。
曹胤昌父在雲南順寧卒於官，曹胤昌萬裏入滇，護送父親靈柩歸葬。
《池北偶談》載，曹胤昌入滇後，順寧人家有一兒，七歲不言，一日，忽稱曹胤昌，是其門人，并前去相見。曹胤昌聞訊愕然，小兒自稱是章正宸，轉世幾次，在此等待數年，請其遂之同去。曹胤昌大驚，稱亡父未葬，尚不能棄世。小兒道：“然則吾先行待汝耳！”於是回家，當晚即死。曹胤昌對此異事賦詩記述，不及數月，亦卒於順寧。